# Salten Langsø
Salten Langsø är en sjö på Jylland i Danmark. Den ligger 190 km väster om Köpenhamn. Salten Langsø ligger 23 meter över havet. Arean är 2,62 kvadratkilometer. Salten Å, ett biflöde till Gudenå, rinner genom sjön. Söder om sjön ligger skogen Addit Skov.